# Küps
Küps – gmina targowa w Niemczech, w kraju związkowym Bawaria, w rejencji Górna Frankonia, w regionie Oberfranken-West, w powiecie Kronach. Leży nad rzeką Rodach, przy autostradzie A6, drodze B173 i linii kolejowej Monachium - Lipsk - Berlin.
Gmina położona jest 6 km na południowy zachód od Kronach, 24 km na południowy wschód od Coburga i 34 km na północny zachód od Bayreuth.

## Dzielnice
W skład gminy wchodzą następujące dzielnice: 
| - Au - Burkersdor - Eckertsruh - Hain - Weides - Küps - Oberlangenstadt - Hummenberg - Johannisthal | - Schmölz - Tiefenklein - Theisenort - Rödern - Tüschnitz - Oberberg - Lerchenhof - Unterberg - Nagel |

## Religia
66% mieszkańców wyznaje ewangelicyzm a 33% jest katolikami.

### Współpraca
Miejscowości partnerskie:
- Lauscha, Turyngia
- Plouay, Francja

## Osoby związane z gminą
- Hans von Herwarth - dyplomata, wojskowy, zmarł tutaj